# Кучерявоволодимирівська сільська рада
Кучерявоволоди́мирівська сільська́ ра́да — адміністративно-територіальна одиниця та орган місцевого самоврядування в Чаплинському районі Херсонської області. Адміністративний центр — село Кучерявоволодимирівка.

## Загальні відомості
Кучерявоволодимирівська сільська рада утворена в 1921 році.
- Територія ради: 50 км²
- Населення ради: 824 особи (станом на 2001 рік)

## Населені пункти
Сільській раді підпорядковані населені пункти:
- с. Кучерявоволодимирівка
- с. Кудряве

## Склад ради
Рада складалася з 12 депутатів та голови.
- Голова ради: Соболь Юрій Станіславович
- Секретар ради: Кульомза Тетяна Вікторівна

### Керівний склад попередніх скликань
| Прізвище, ім'я, по батькові   | Основні відомості                                                         | Дата обрання | Дата звільнення |
| ----------------------------- | ------------------------------------------------------------------------- | ------------ | --------------- |
| Пономаренко Микола Вікторович | Сільський голова, 1948 року народження                                    | 26.03.2006   | 31.10.2010      |
| Соболь Юрій Станіславович     | Сільський голова, 1967 року народження, освіта вища, член Партії регіонів | 31.10.2010   |                 |

Примітка: таблиця складена за даними сайту Верховної Ради України

### Депутати
За результатами місцевих виборів 2010 року депутатами ради стали:

#### За суб'єктами висування
| Суб'єкт висування           | Кількість обраних депутатів | %    |
| --------------------------- | --------------------------- | ---- |
| Партія регіонів             | 8                           | 66,7 |
| Самовисування               | 2                           | 16,7 |
| Комуністична партія України | 1                           | 8,3  |
| Народна партія              | 1                           | 8,3  |

#### За округами
| № округу                    | Прізвище, ім'я, по батькові | Дата визнання обраним | Освіта  | Партійна приналежність | Відомості про обраного депутата                               |
| --------------------------- | --------------------------- | --------------------- | ------- | ---------------------- | ------------------------------------------------------------- |
| Комуністична партія України |                             |                       |         |                        |                                                               |
| 10                          | Посунько Микола Миколайович | 02.11.2010            | середня | позапартійний          | тимчасово не працює                                           |
| Народна Партія              |                             |                       |         |                        |                                                               |
| 8                           | Лучинець Тетяна Василівна   | 02.11.2010            | вища    | позапартійна           | Чаплинська ветеринарна лікарня, дільничний ветеринарний лікар |
| Партія регіонів             |                             |                       |         |                        |                                                               |
| 3                           | Соболь Вікторія Анатоліївна | 02.11.2010            | вища    | позапартійна           | тимчасово не працює                                           |
| 4                           | В'юніков Сергій Олексійович | 02.11.2010            | середня | член Партії регіонів   | ТОВ «АП Зоря-Юг», завідувач майстерні                         |
| 5                           | Івченко Валентина Федорівна | 02.11.2010            | вища    | позапартійна           | Кучерявоволодимирівська сільська рада, головний бухгалтер     |
| 6                           | Посунько Катерина Дмитрівна | 02.11.2010            | вища    | позапартійна           | Кучерявоволодимирівська загальноосвітня школа, вчитель        |
| 7                           | Волокітін Віктор Лазарович  | 02.11.2010            | вища    | член Партії регіонів   | тимчасово не працює                                           |
| 9                           | Петрова Тамара Дмитрівна    | 02.11.2010            | вища    | позапартійна           | КП «Криниця», головний бухгалтер                              |
| 11                          | Дузенко Сергій Анатолійович | 02.11.2010            | вища    | позапартійний          | ТОВ «АП Зоря-Юг», головний агроном                            |
| 12                          | Кульомза Тетяна Вікторівна  | 02.11.2010            | середня | позапартійна           | Кучерявоволодимирівська сільська рада, секретар               |
| Самовисування               |                             |                       |         |                        |                                                               |
| 1                           | Чайка Світлана Вікторівна   | 02.11.2010            | середня | член Єдиного Центру    | Кучерявоволодимирівська загальноосвітня школа, вчитель        |
| 2                           | Гмиря Тетяна Миколаївна     | 02.11.2010            | вища    | позапартійна           | тимчасово не працює                                           |

## Населення
Згідно з переписом УРСР 1989 року чисельність наявного населення сільської ради становила 787 осіб, з яких 377 чоловіків та 410 жінок.
За переписом населення України 2001 року в сільській раді мешкало 813 осіб.

### Мова
Розподіл населення за рідною мовою за даними перепису 2001 року:
| Мова       | Відсоток |
| ---------- | -------- |
| українська | 95,27 %  |
| молдовська | 3,16 %   |
| російська  | 1,33 %   |
| болгарська | 0,24 %   |